# Zwethsluis

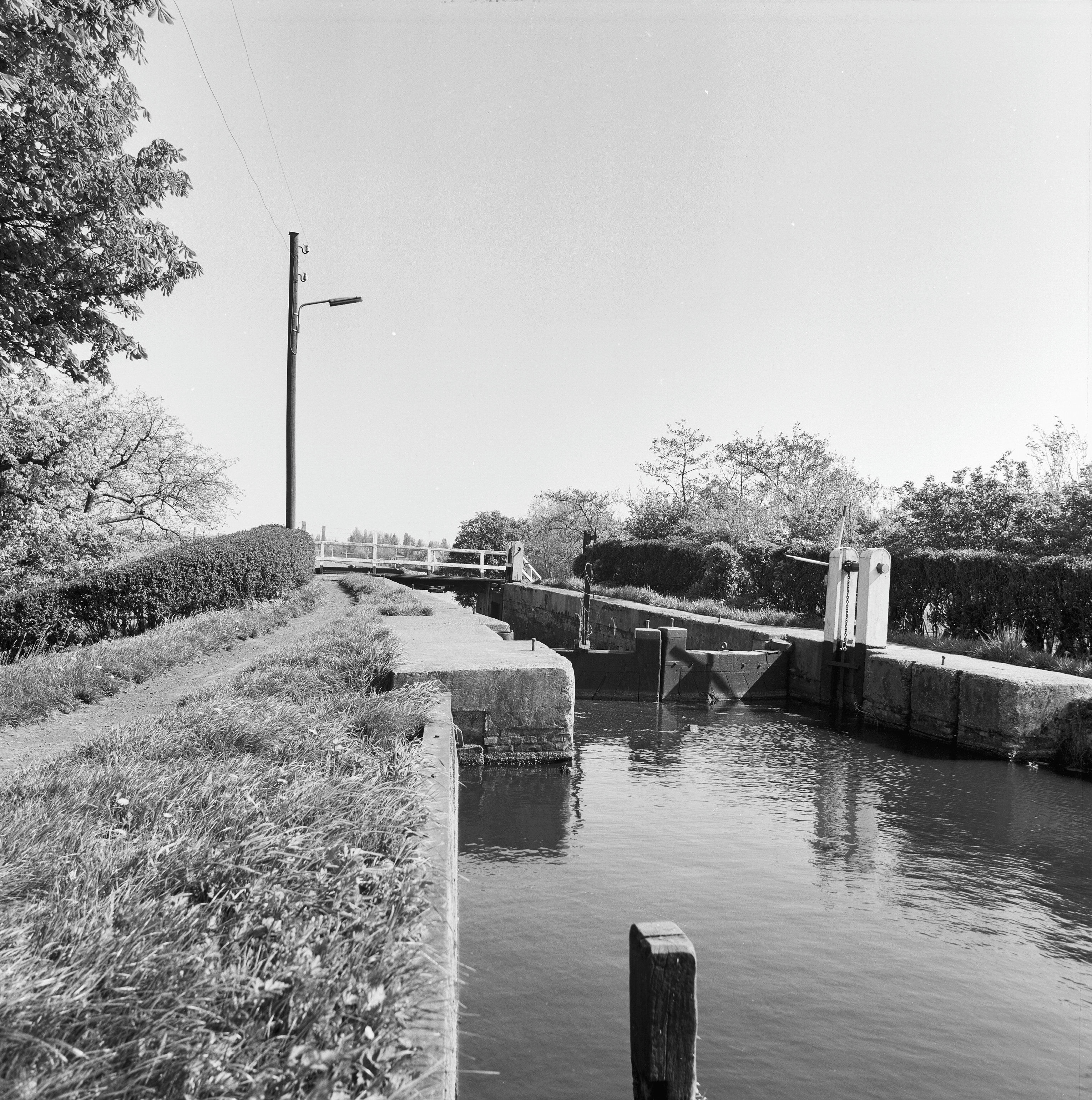

De Zwethsluis, ook wel Oude sluisje in Berkel genoemd, is een schutsluis met puntdeuren tussen de Berkelse Zweth en de Rodenrijse Vaart in de Nederlandse provincie Zuid-Holland. De sluis is niet ingedeeld in een CEMT-klasse, omdat er geen bediening voor scheepvaart meer plaatsvindt. De sluis is 17,50 meter lang, 3,10 meter breed. Minste diepte sluisdrempel KP -1,20 m. Over het benedenhoofd van de sluis ligt een houten brug. Doorvaarthoogte KP +2,60 m. De sluis is in beheer bij het Hoogheemraadschap van Delfland. 

## De geschiedenis
De sluis is gebouwd door het bestuur van polder Berkel en werd in 1862 opgeleverd. Er zit ook een gedenksteen met jaartal 1862 in westelijke wand. 
- In 1897 besloot de vergadering van stemgerechtigde ingelanden tot het aangaan van een geldlening ten behoeve van het vernieuwen van de sluisdeuren.
- In 1923 werd door dijkgraaf en hoogheemraden van Delfland vergunning verleend tot het leggen van een afsluitboom in de Berkelsche Zweth vóór het verlaat, en tot het maken van remmingswerken daar.
- In 1930 werd het vernieuwen van de sluisdeuren en het herstel van metselwerk aanbesteed, evenals in 1937/38.
- In 1977/1979 is de sluis op de lijst van beschermde monumenten geplaatst. De sluis werd in 1991/1992 gerestaureerd en daarbij vrijwel geheel vernieuwd.